# Poznik
Poznik je priimek več znanih Slovencev:
- Albin Poznik (1845—1915), domoljub in notar
- Aleksander Poznik, zdravik pediater, primarij
- Radivoj Poznik (1850—1891), zbiralec narodnega blaga